# Michael (filme)
Michael é uma futura cinebiografia musical norte-americana baseada na vida do cantor, compositor e dançarino Michael Jackson. Dirigido por Antoine Fuqua e escrito por John Logan, o filme traz Jaafar Jackson, sobrinho de Michael, no papel principal, marcando sua estreia no cinema. O elenco também conta com Colman Domingo, Nia Long, Miles Teller, Laura Harrier, Kat Graham, Larenz Tate(en) e Derek Luke.  
Michael está previsto para ser lançado em 23 de abril de 2026 no Brasil, e contará com distribuição da Universal Pictures.

## Sinopse
O filme acompanha a vida e carreira de Michael Jackson desde sua infância nos The Jackson 5, nas décadas de 1960 e 1970, até suas últimas semanas antes de sua morte em 2009.

## Elenco
- Jaafar Jackson como Michael Jackson
  - Juliano Krue Valdi como Michael jovem
- Colman Domingo como Joe Jackson
- Nia Long como Katherine Jackson
- Miles Teller como John Branca(en)
- Laura Harrier como Suzanne de Passe(en)
- Jamal R. Henderson como Jermaine Jackson
  - Jayden Harville como Jermaine jovem
- Tre Horton como Marlon Jackson
  - Jaylen Lyndon Hunter como Marlon jovem
- Rhyan Hill como Tito Jackson
  - Judah Edwards como Tito jovem
- Joseph David-Jones como Jackie Jackson
  - Nathaniel Logan McIntyre como Jackie jovem
- Kat Graham como Diana Ross
- Larenz Tate como Berry Gordy
- Jessica Sula como La Toya Jackson
- Liv Symone como Gladys Knight
- Kevin Shinick como Dick Clark
- KeiLyn Durrel Jones como Bill Bray
- Kendrick Sampson como Quincy Jones
- Derek Luke como Johnnie Cochran

## Produção
Desenvolvimento e elenco
Em novembro de 2019, o Deadline noticiou que Graham King havia adquirido os direitos para produzir um filme sobre Michael Jackson, com John Logan responsável pelo roteiro, embora ainda não estivesse “fechado com um estúdio até aquele momento”. Em fevereiro de 2022, o filme foi oficialmente anunciado, com a Lionsgate definida como o estúdio responsável pela produção e detentora dos direitos de distribuição global. Em outubro de 2023, a Lionsgate anunciou que a Universal Pictures “seria a distribuidora internacional do filme biográfico de Michael Jackson”. Em julho de 2024, o Deadline revelou que a Kino Films, com sede em Tóquio, firmou um acordo com a Lionsgate e GK Films para distribuir Michael no Japão.
As filmagens começaram em junho, com Kimberly Hardin como diretora de elenco. A produção estava prevista para começar em 2023. Em janeiro de 2023, Antoine Fuqua foi anunciado como diretor. O elenco começou a ser formado naquele mês, com Jaafar Jackson, sobrinho de Michael, escalado para interpretar o cantor. Em janeiro de 2024, o novato Juliano Krue Valdi foi escalado para interpretar o Michael jovem, assim como Colman Domingo no papel de Joe Jackson e Nia Long como Katherine Jackson. Também naquele mês, foi divulgado que Miles Teller estava em negociações para interpretar um dos advogados de Jackson. Em fevereiro, Teller foi confirmado para o papel de John Branca. O elenco para os demais membros do The Jackson 5 foi anunciado ainda naquele mês, com Laura Harrier, Kat Graham, Larenz Tate, Jessica Sula, Liv Symone, Kevin Shinick, KeiLyn Durrel Jones e Kendrick Sampson confirmados para interpretar Suzanne de Passe, Diana Ross, Berry Gordy, La Toya Jackson, Gladys Knight, Dick Clark, Bill Bray e Quincy Jones em março. Em abril de 2024, Derek Luke foi adicionado ao elenco no papel de Johnnie Cochran.
Roteiro
O roteiro inclui elementos sobre as acusações de abuso sexual infantil contra Michael Jackson, com Graham King afirmando que queria "humanizar, mas não suavizar, e apresentar a história mais envolvente e imparcial".
Filmagens
As filmagens estava prevista para começar em meados de 2023, com duração de 80 dias em Santa Bárbara, Califórnia, e um orçamento estimado de 120 milhões de dólares para salários da equipe e fornecedores, de acordo com a California Film Commission. As filmagens foram adiadas em setembro de 2023 devido à greve da SAG-AFTRA de 2023.[carece de fontes?]
As filmagens começaram em 22 de janeiro de 2024 e terminaram em 30 de maio. Dion Beebe foi o diretor de fotografia, Barbara Ling a designer de produção e Marci Rodgers a figurinista.
Pós-produção
Em janeiro de 2025, foi relatado que o terceiro ato seria refilmado, devido ao filme não ser capaz de mostrar legalmente a suposta vítima das alegações de abuso sexual de 1993, Jordan Chandler , no entanto, esses relatórios foram negados pela Lionsgate, que disse à Variety que o filme ainda está no caminho certo para ser lançado em outubro, sem nenhuma verdade nas alegações apresentadas sobre as alegações que causam um possível atraso do filme ou problemas com o roteiro. Uma fonte próxima à produção disse à People: "O filme biográfico de Michael Jackson não está em caos total. As manchetes inflamatórias sobre a interrupção do movimento simplesmente não são verdadeiras. O filme está avançando e as refilmagens acontecerão em março." De acordo com a Lionsgate durante sua teleconferência anual de resultados, a produção do filme estava quase concluída em 6 de fevereiro de 2025. Em abril de 2025, foi relatado que o filme poderia ser dividido em duas partes devido ao tempo de execução atual de 4 horas, e que a data de lançamento de outubro de 2025 estava em fluxo. De acordo com a Lionsgate, o filme foi adiado mais uma vez, agora esperado para 2026 com um tempo de execução de três horas e meia.

## Lançamento
"Michael" será distribuído pela Lionsgate nos Estados Unidos e pela Universal Pictures internacionalmente (exceto no Japão). O lançamento estava previsto para 18 de abril de 2025 e 3 de outubro de 2025. Uma primeira olhada foi mostrada aos donos de cinemas na CinemaCon em 10 de abril de 2024, com recepção positiva. Em 22 de maio de 2025, a data de lançamento foi novamente adiada, com o chefe de cinema da Lionsgate, Adam Fogelson, logo depois confirmando que o filme pode ser dividido em duas partes.
Em julho de 2025, a Lionsgate divulgou que a nova data de lançamento do filme nos Estados Unidos seria no dia 24 de abril de 2026.